# Preston (Teksas)
Preston – jednostka osadnicza w Stanach Zjednoczonych, w stanie Teksas, w hrabstwie Grayson.